# Danno biologico
Il danno biologico, nel diritto italiano, consiste nella lesione dell'interesse, costituzionalmente garantito, all'integrità fisica della persona. Questo sussiste in presenza di una lesione fisica o psichica della persona., permanente o reversibile, da cui derivi, però, una compromissione delle attività vitali del soggetto, considerate nel senso più ampio (si veda la sezione "Esempi").
Il danno tanatologico è la forma più grave di danno biologico, anche se, per certi versi, non è quello che dà maggior diritto ad indennizzi, sotto il profilo della risarcibilità.

## Caratteristiche generali
Si tratta di un danno di natura non patrimoniale, in quanto non lesivo di interessi patrimoniali. La sua natura lesiva nei confronti di un diritto costituzionalmente garantito (quello alla salute e all'integrità fisica), lo rende risarcibile ai sensi dell'art. 2059 del codice civile in seguito alla sentenza della Corte di Cassazione 12 dicembre 2003, e non dall'art. 2043 che concerne solo i danni patrimoniali

## Il dibattito nella giurisprudenza
Tale categoria di danno è stata elaborata nel tempo dalla giurisprudenza. Inizialmente, prevedendo l'ordinamento positivo un risarcimento del danno cosiddetto patrimoniale, il solo danno risarcibile ammesso era quello che scaturiva dall'applicazione della nota "regola del calzolaio", ovvero il cosiddetto danno emergente (inteso esclusivamente dal punto di vista economico) ed il lucro cessante (inteso come perdita di possibilità di guadagno).
Successivamente, essendo venute alla luce varie situazioni in cui non era possibile applicare detta regola (perché afferente a situazioni radicalmente diverse da quella oggetto della regola, come nel caso di un soggetto non lavoratore), si iniziò a valutare il danno come riverberato sull'integrità fisica del soggetto. Prescindendo, quindi, da ogni valutazione sulla capacità lavorativa del soggetto.
Così, nonostante il danno biologico sia oramai una categoria di danno incondizionatamente riconosciuta dalla dottrina e dalla giurisprudenza, ancora qualche problema risiede nella sua effettiva liquidazione. Difatti, per il danno biologico nascente da sinistro stradale e inferiore ai 9 punti percentuale di invalidità permanente esistono le apposite tabelle dettate dal legislatore. Altrettanto succede in tema di infortunio sul lavoro. In tutti gli altri casi, bisogna fare affidamento su altri tipi di tabelle.
Oggigiorno il sistema tabellare maggiormente usato nelle Corti d'Appello italiane appare essere quello del Tribunale di Milano.

## Disciplina normativa
La legislazione prevede il risarcimento del danno in caso di menomazione, condizione più restrittiva della lesione. La lesione è la modificazione peggiorativa dello stato fisico o psichico;  la menomazione è la compromissione, dovuta alla lesione, dell'efficienza psicofisica utilizzabile per le esigenze della vita vegetativa o di relazione.
L'art. 5 cod. civile ("non sono ammissibili atti di disposizione del corpo che provochino una diminuzione permanente dell'integrità fisica"), come detto, dà luogo a risarcimento nel caso di menomazione.
Il D. Lgs. n. 209/2005 (artt. 138 e 139) distingue fra danno biologico di grave e di lieve entità (fino a un'invalidità del 9%). L'interpretazione di questa norma è ai soli fini dell'importo del risarcimento danni, restando unica la definizione di danno biologico, e la modalità di accertamento e valutazione della menomazione.
La Legge n. 27/2012 art. 32 comma 3-ter e 3-quater esclude il risarcimento per danno biologico permanente per danni di lievi entità non siano suscettibili di accertamento clinico strumentale obiettivo. Per danni lievi temporanei,  è risarcito solo a seguito di riscontro medico legale da cui risulti visivamente o strumentalmente accertata l'esistenza della lesione.
Da entrambi i criteri è escluso il risarcimento del danno biologico permanente di natura psichica (fra l'1 e il 9%), per il quale allo stato dell'arte non esistono metodiche strumentali in grado di diagnosticare questo tipo di disturbi, sebbene le neuroscienze cognitive abbiano dimostrato che ogni evento mentale è correlato ad un evento elettro-chimico dell'encefalo. E probabilmente resta non risarcibile anche il danno temporaneo, a meno di ritenere un esame visivo sufficiente per diagnosticare un disturbo psichico.
In tema di liquidazione del danno di lieve entità, la Corte Costituzionale ha escluso la legittimità un'autonoma valutazione del danno morale, stabilendo che:
lesione temporanea o permanente all'integrità psicofisica che esplica incidenza negativa sulle attività quotidiane e sugli aspetti dinamico relazionali della vita del danneggiato.[...] [E che il danno morale]  «rientra nell'area del danno biologico, del quale ogni sofferenza, fisica o psichica, per sua natura intrinseca costituisce componente».»
(sentenza n. 235/2014)
, giurisprudenza che crea una nuova variabile componente del danno biologico di lieve entità suscettibile di accertamento medico legale. La novella renderà necessaria un'integrazione dei parametri tecnici e delle tabelle medici-legali per la liquidazione del danno, che erano basate su un elementi organici o anatomici. La valutazione della componente di danno biologico (psico-fisico) effetto di una situazione di sofferenza intrinseca è riferita sia al periodo di convalescenza che alla eventuale successiva lesione o menomazione fisica permanente. Se il ddl concorrenza all'articolo 139 dlsg 209/2005 risponde alla possibilità di personalizzazione della componente di danno non patrimoniale, l'Associazione Medici del Triveneto ha una linea guida pluriennale per la determinazione del danno non patrimoniale base risarcibile cui poter aggiungere la eventuale ulteriore personalizzazione prevista dalla legge vigente.

## Elementi alla base del danno biologico
Affinché possa affermarsi l'esistenza di un danno biologico, devono sussistere i seguenti elementi:
- Esistenza di una lesione fisica o psichica della persona
- Esistenza di una compromissione delle attività vitali del soggetto, considerate nel senso più ampio
- Esistenza di un nesso causale tra la lesione subita e la compromissione della vita del danneggiato.

### Esempi
Perché vi sia danno biologico, la lesione deve aver compromesso le attività vitali del soggetto. Queste ultime devono essere considerate nel loro senso più ampio. A titolo di esempio, la giurisprudenza ritiene che esista un danno alla salute nei seguenti casi:
- Modificazione all'aspetto esteriore di una persona;
- Riduzione dalla capacità di relazionarsi con altri individui;
- Riduzione della capacità lavorativa, ossia dell'attitudine di una persona a lavorare;
- Perdita di chance lavorative;
- Perdita della capacità sessuale (Cassazione, 2007);
- Danno psichico;

Quest'ultimo è il più difficile da valutare, ma è spesso riconosciuto in via giudiziale come risarcibile nel caso di danno che ha causato una situazione di stress sul lavoro, la morte di un congiunto o di un animale domestico, nonché nel caso di inquinamento acustico.